# Shamandalie
Shamandalie è il secondo singolo estratto dall'album Reckoning Night e settimo del gruppo musicale finlandese Sonata Arctica, pubblicato dalla Nuclear Blast il 6 dicembre 2004.

## Tracce
Testi e musiche di Tony Kakko.
1. Shamandalie – 4:04
2. The Rest Of The Sun Belongs To Me – 4:22

## Formazione
- Tony Kakko - voce/tastiera
- Jani Liimatainen - chitarra
- Tommy Portimo - batteria
- Marko Paasikoski - basso
- Henrik Klingenberg - tastiera (in Shamandalie)

## Registrazione
- Shamandalie registrata al Tico Tico Studio da Ahti Kortelainen tra marzo, aprile e giugno 2004, mixata da Mikko Karmila e masterizzata da Mika Jussila ai Finnvox Studios nel giugno 2004.
- The Rest Of The Sun Belongs To Me registrata al Tico Tico Studio da Ahti Kortelainen tra settembre e novembre 2002, mixata da Mikko Karmila e masterizzata da Mika Jussila tra novembre e dicembre 2002 ai Finnvox Studios.

## Curiosità
- La durata della canzone Shamandalie indicata all'interno del singolo è completamente errata: è riportato infatti 2:51 anziché i 4:04 reali.